# 久住小春 こはっぴーTIME
VIP group presents 久住小春 こはっぴーTIME（ビップグループプレゼンツ くすみこはる こはっぴー タイム）はFM PORTで放送されていたラジオ番組。

## 番組概要
新潟県出身、久住小春が美食、美容、健康、ファッションなど久住自身のアンテナに引っかかったトピック・音楽を届ける番組。2020年6月のFM PORT閉局に伴い番組終了。
その後、7月から久住の新番組がFM新潟にて「VIP Group presents とんでこはりん」がスタートした。

## コーナー
- 美食倶楽部

- こはっぴーMUSIC～NEO～

- こはっぴーロードショー

- 小春’s favorite

- こはっぴー相談室